# モデルス・ベータ (新造車両)
モデルス・ベータ（Moderus Beta）は、ポーランドの鉄道車両メーカーであるモダトランスが展開する路面電車車両。バリアフリーに適した低床構造を有した車両で、ポーランド各地の路面電車への導入が行われている。そのうち、この項目ではモダトランスが新造した車両について解説する。

## 概要
モダトランスは、ポズナン市電の運営事業者であるポズナン市交通会社のバス修理工場を母体に2005年に設立された車両製造メーカーである。翌2006年から路面電車の製造を実施しており、その中で2009年にポズナン市交通会社から、車体の一部に低床構造を含む連接式電車の発注を受けた。これを受け、2011年から生産が開始されたのが「モデルス・ベータ」である。当初は既存のボギー車（コンスタル105Na）を改造する計画であったが、最終的にこれを基にしながらも全ての部品を新造する形となった。
前述の通りモデルス・ベータは車内の一部の床上高さを下げた低床構造になっているのが特徴で、バリアフリーへの対応が図られている。主電動機には誘導電動機が用いられており、全ての車種の運転台には冷暖房双方に対応した空調装置が完備されている。それ以外の構造については顧客の需要に応じた変更が可能であり、運転台の数（片運転台、両運転台）、編成（連接車、ボギー車）、客室の空調設備など、形式による差異が存在する。

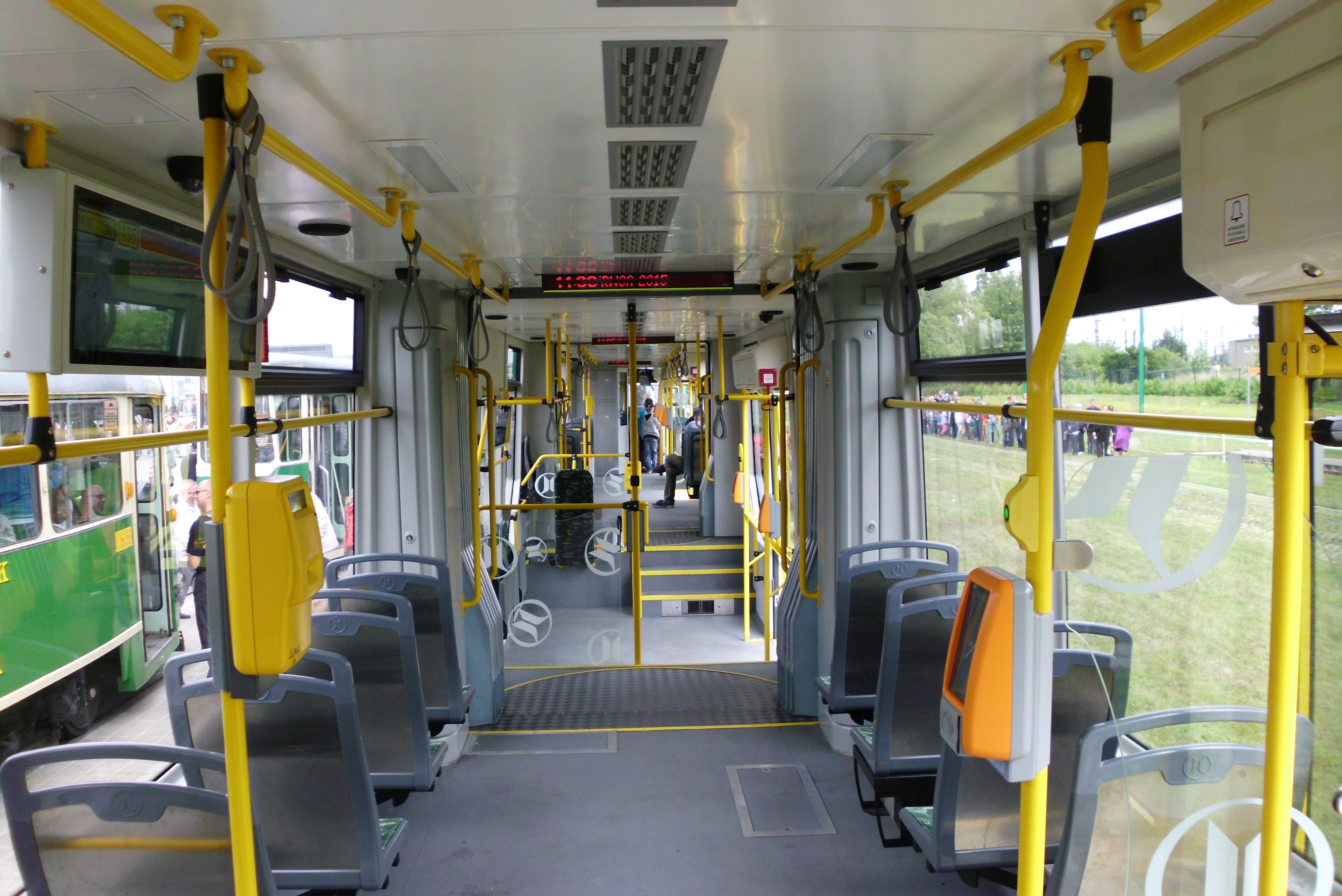
車内（MF 02 AC） （ポズナン市電）
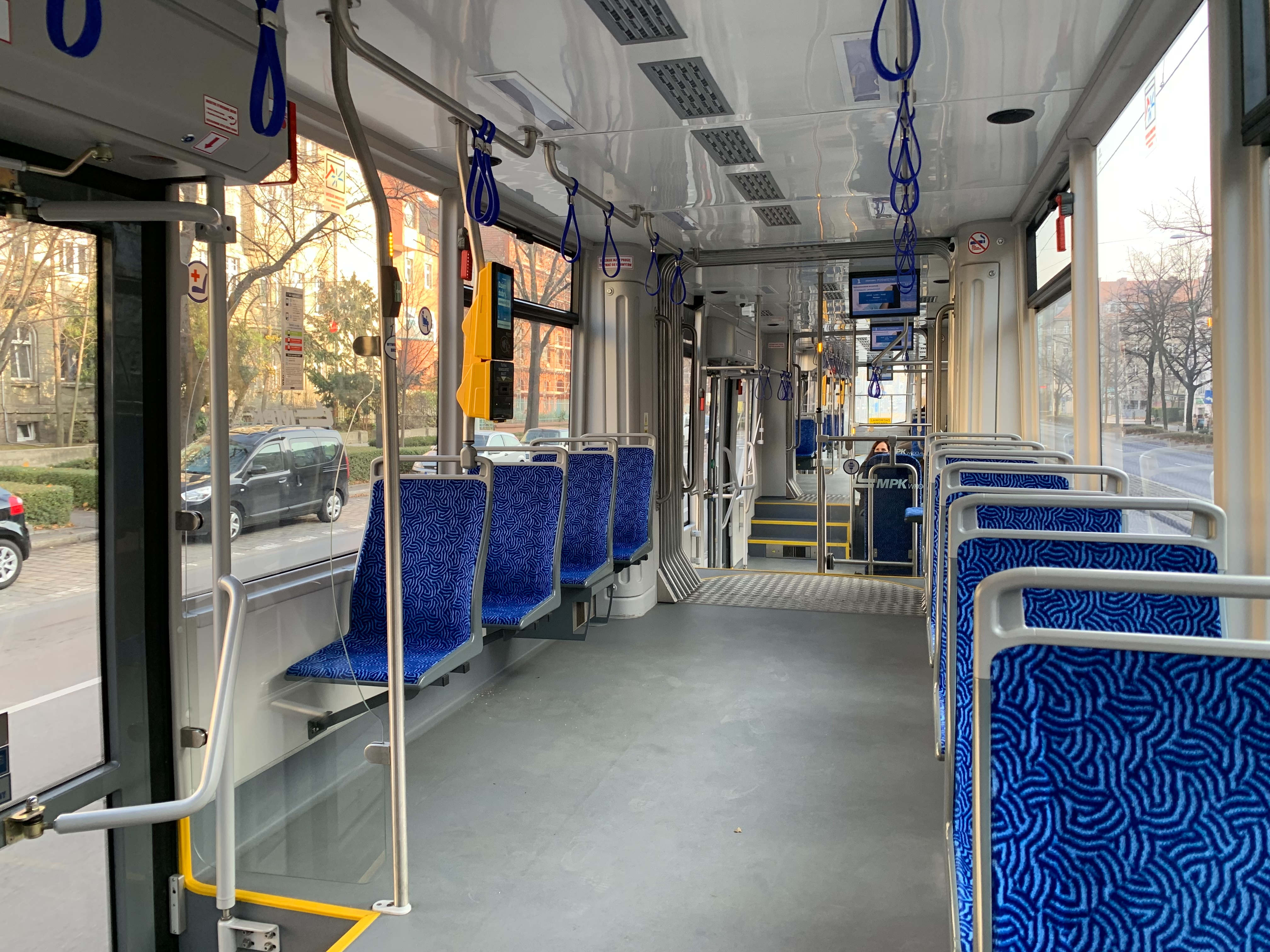
車内（MF 19 AC） （ヴロツワフ市電）

## 車種・運用
2011年にポズナン市電向けの車両である「MF 02 AC」が営業運転を開始して以降、モデルス・ベータのうちモダトランスで製造された車両は以下のポーランドの各都市に導入されている。前述の通り、各都市の需要に対応するため、編成や空調、運転台の数が異なる様々な車種の展開が実施されている。
| モデルス・ベータ(新造車両) 導入都市・形式一覧 | モデルス・ベータ(新造車両) 導入都市・形式一覧 | モデルス・ベータ(新造車両) 導入都市・形式一覧 | モデルス・ベータ(新造車両) 導入都市・形式一覧 | モデルス・ベータ(新造車両) 導入都市・形式一覧 | モデルス・ベータ(新造車両) 導入都市・形式一覧   | モデルス・ベータ(新造車両) 導入都市・形式一覧 |
| 都市                                          | 形式                                          | 編成                                          | 運転台                                        | 両数                                          | 備考・参考                                      |                                               |
| --------------------------------------------- | --------------------------------------------- | --------------------------------------------- | --------------------------------------------- | --------------------------------------------- | ----------------------------------------------- | --------------------------------------------- |
| ポズナン (ポズナン市電)                       | MF 02 AC                                      | 3車体連接車                                   | 片運転台                                      | 24両                                          | 1両は教習用車両                                 |                                               |
| ポズナン (ポズナン市電)                       | MF 20 AC                                      | 3車体連接車                                   | 片運転台                                      | 20両                                          | [ 6 ]                                           |                                               |
| ポズナン (ポズナン市電)                       | MF 22 AC BD                                   | 3車体連接車                                   | 両運転台                                      | 10両                                          | [ 6 ]                                           |                                               |
| シュチェチン (シュチェチン市電)               | MF 15 AC                                      | 3車体連接車                                   | 片運転台                                      | 2両                                           | [ 7 ]                                           |                                               |
| シュチェチン (シュチェチン市電)               | MF 25 AC                                      | 3車体連接車                                   | 片運転台                                      | 2両                                           | 車内に空調を完備                                |                                               |
| シュチェチン (シュチェチン市電)               | MF 29 AC BD                                   | 3車体連接車                                   | 両運転台                                      | 2両                                           | 車内に空調を完備                                |                                               |
| アッパーシレジア (シレジア・インターアーバン) | MF 16 AC BD                                   | 3車体連接車                                   | 両運転台                                      | 12両                                          | 愛称は「スカルベック(Skarbek)」                 |                                               |
| アッパーシレジア (シレジア・インターアーバン) | MF 10 AC                                      | ボギー車                                      | 片運転台                                      | 13両                                          | 車内に空調を完備 愛称は「カシア(Kasia)」        |                                               |
| アッパーシレジア (シレジア・インターアーバン) | MF 11 AC BD                                   | ボギー車                                      | 両運転台                                      | 2両                                           | 車内に空調を完備 愛称は「カシア(Kasia)」        |                                               |
| ヴロツワフ (ヴロツワフ市電)                   | MF 19 AC                                      | 3車体連接車                                   | 片運転台                                      | 22両                                          | 車内に空調を完備                                |                                               |
| ヴロツワフ (ヴロツワフ市電)                   | MF 24 AC                                      | 3車体連接車                                   | 片運転台                                      | 40両                                          | 車内に空調を完備                                |                                               |
| エルブロンク (エルブロンク市電)               | MF 09 AC                                      | ボギー車                                      | 片運転台                                      | 5両                                           | 車内に空調を完備                                |                                               |
| グルジョンツ (グルジョンツ市電)               | MF 28 AC                                      | 3車体連接車                                   | 片運転台                                      | 4両                                           | 車内に空調を完備 グルジョンツ市電初の超低床電車 |                                               |

## ギャラリー

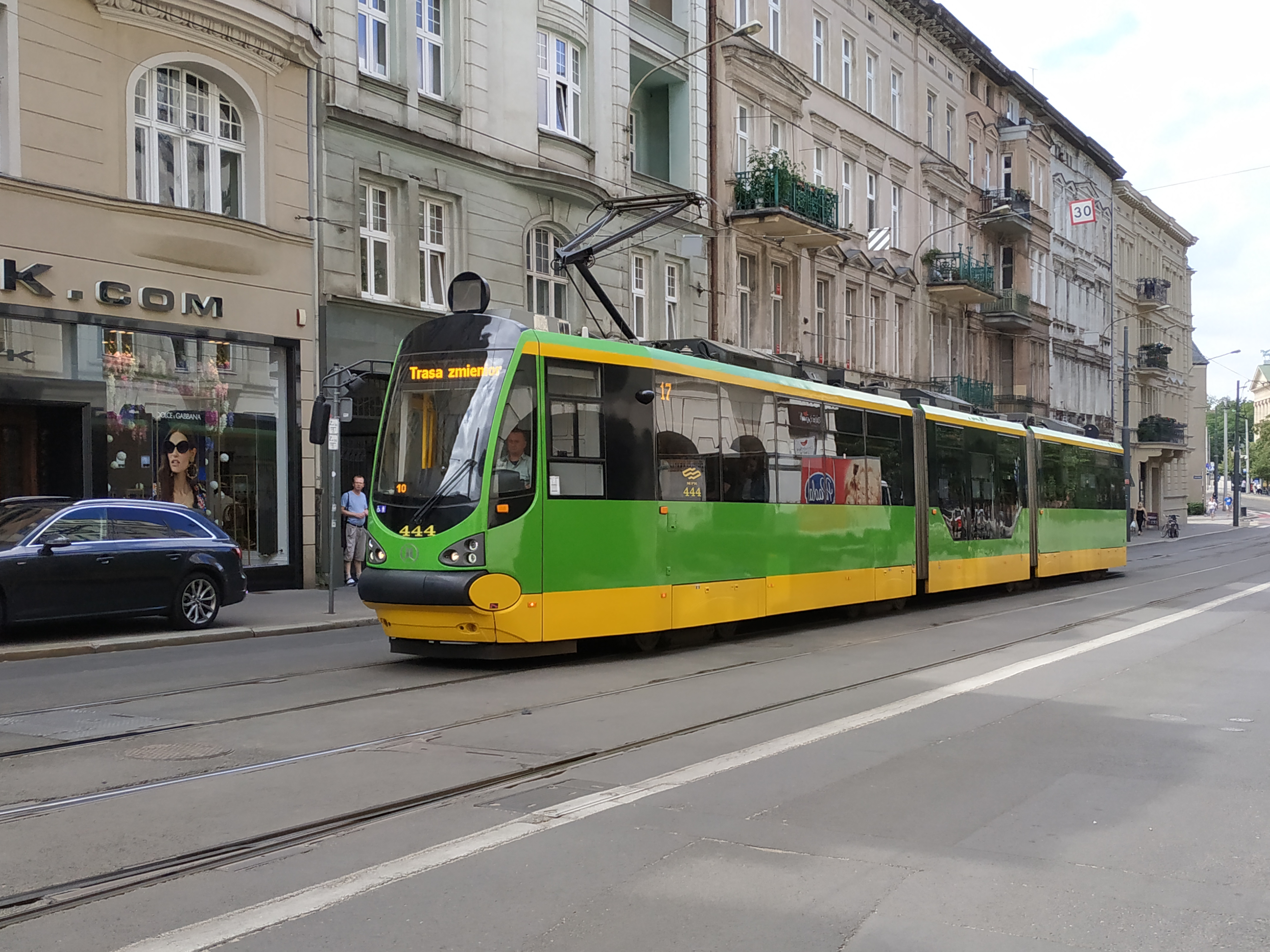
MF 02 AC （ポズナン市電） （2019年撮影）
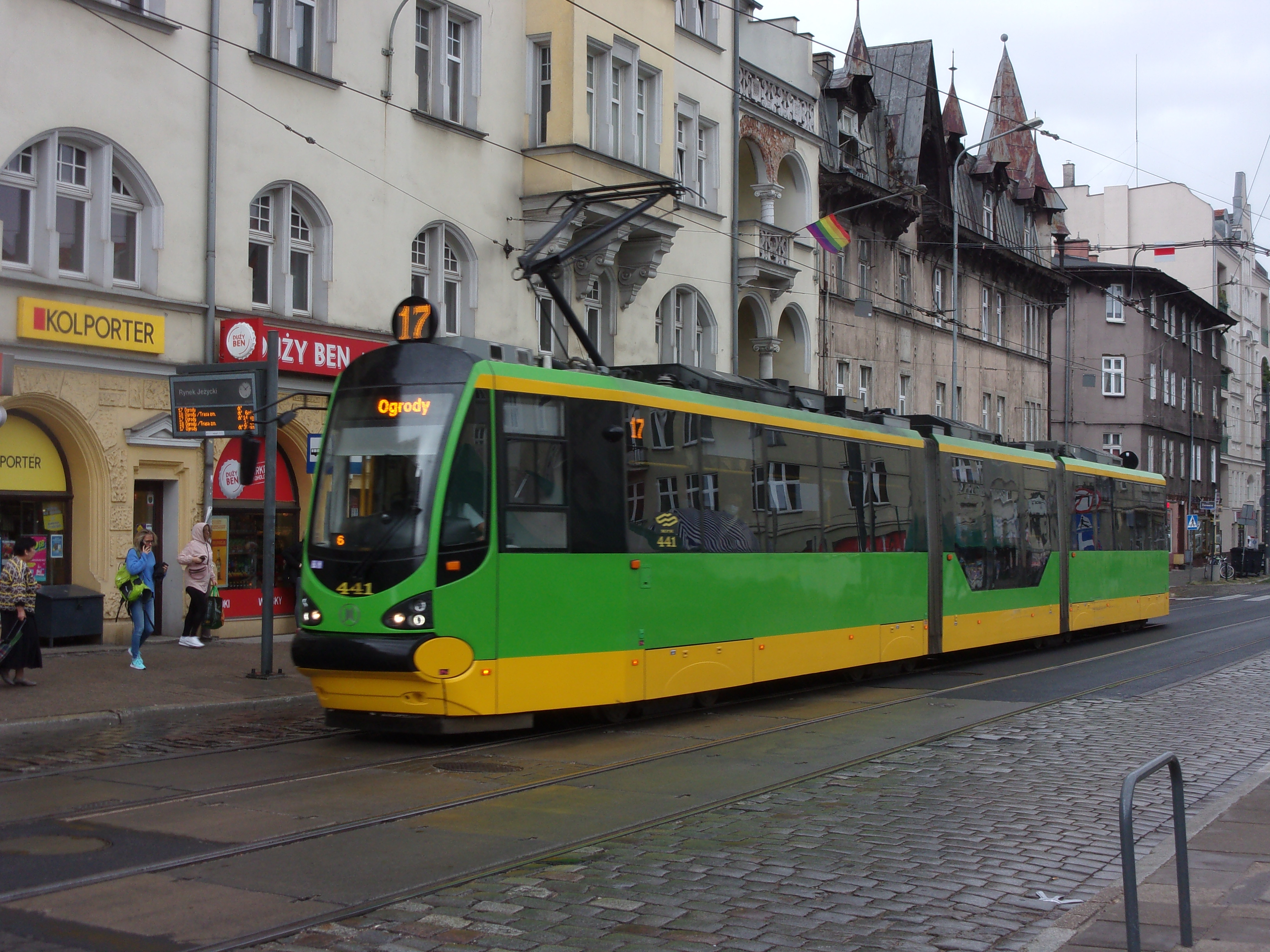
MF 20 AC （ポズナン市電） （2021年撮影）
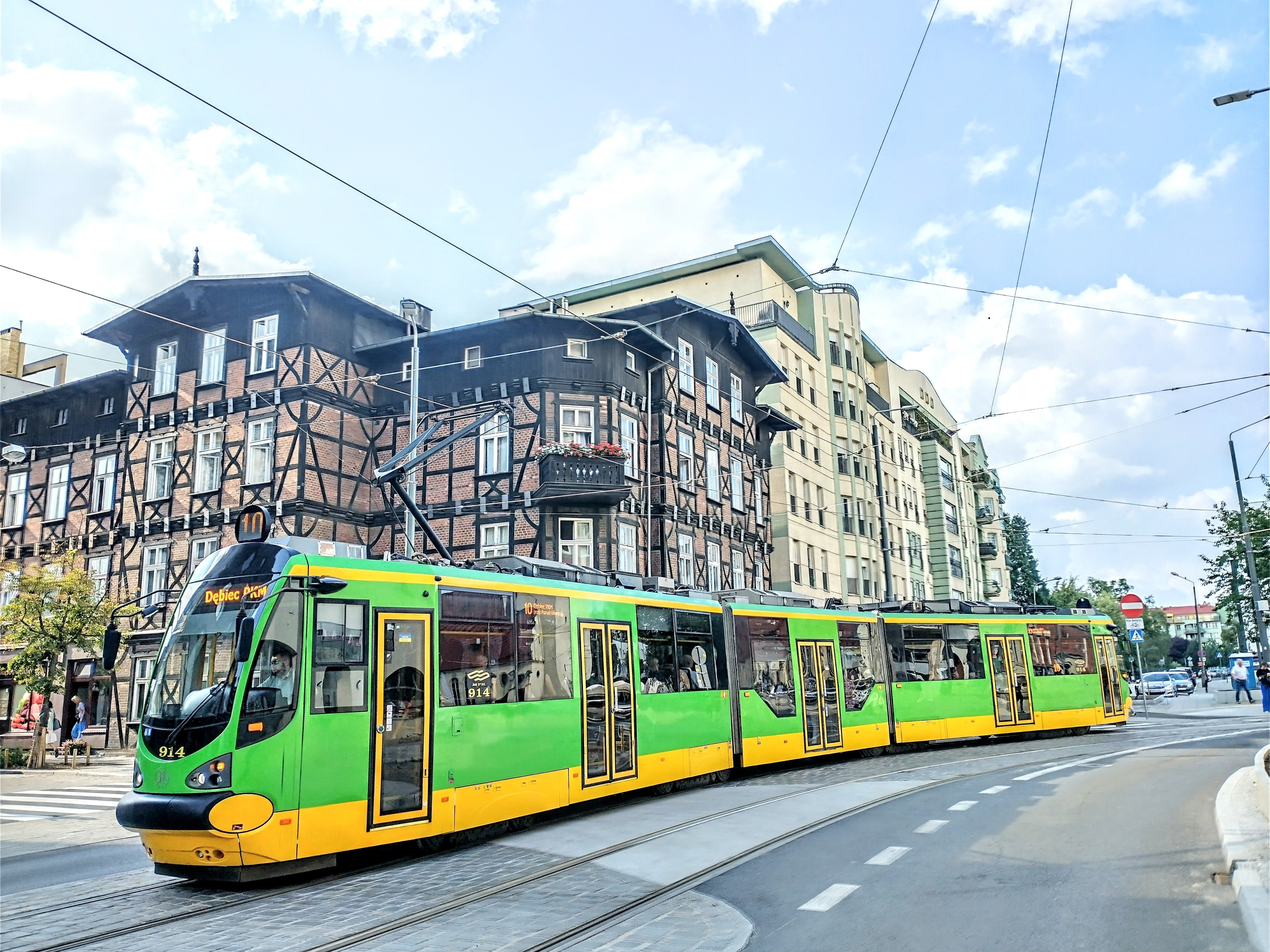
MF 22 AC BD （ポズナン市電） （2022年撮影）
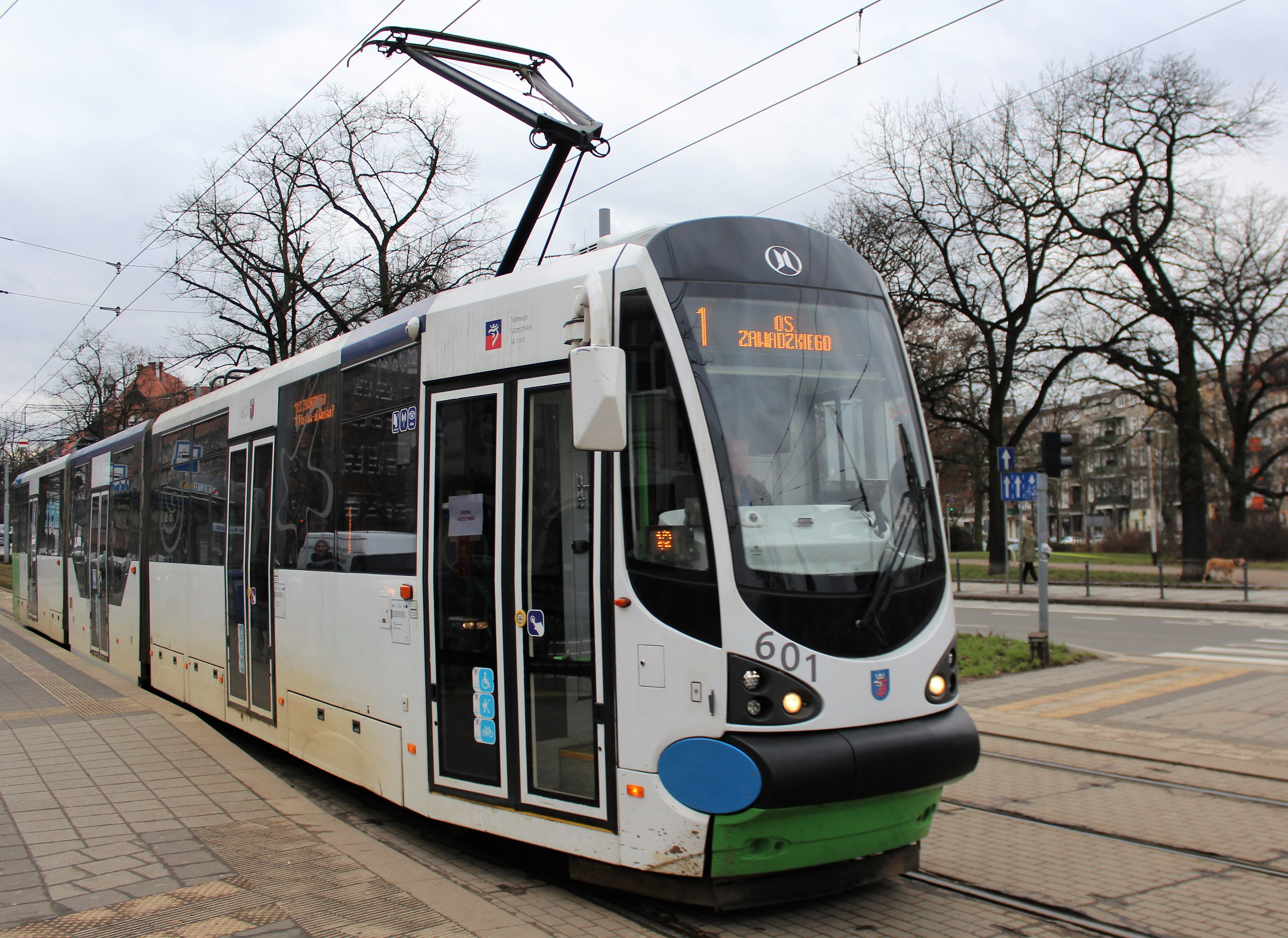
MF 15 AC （シュチェチン市電） （2022年撮影）
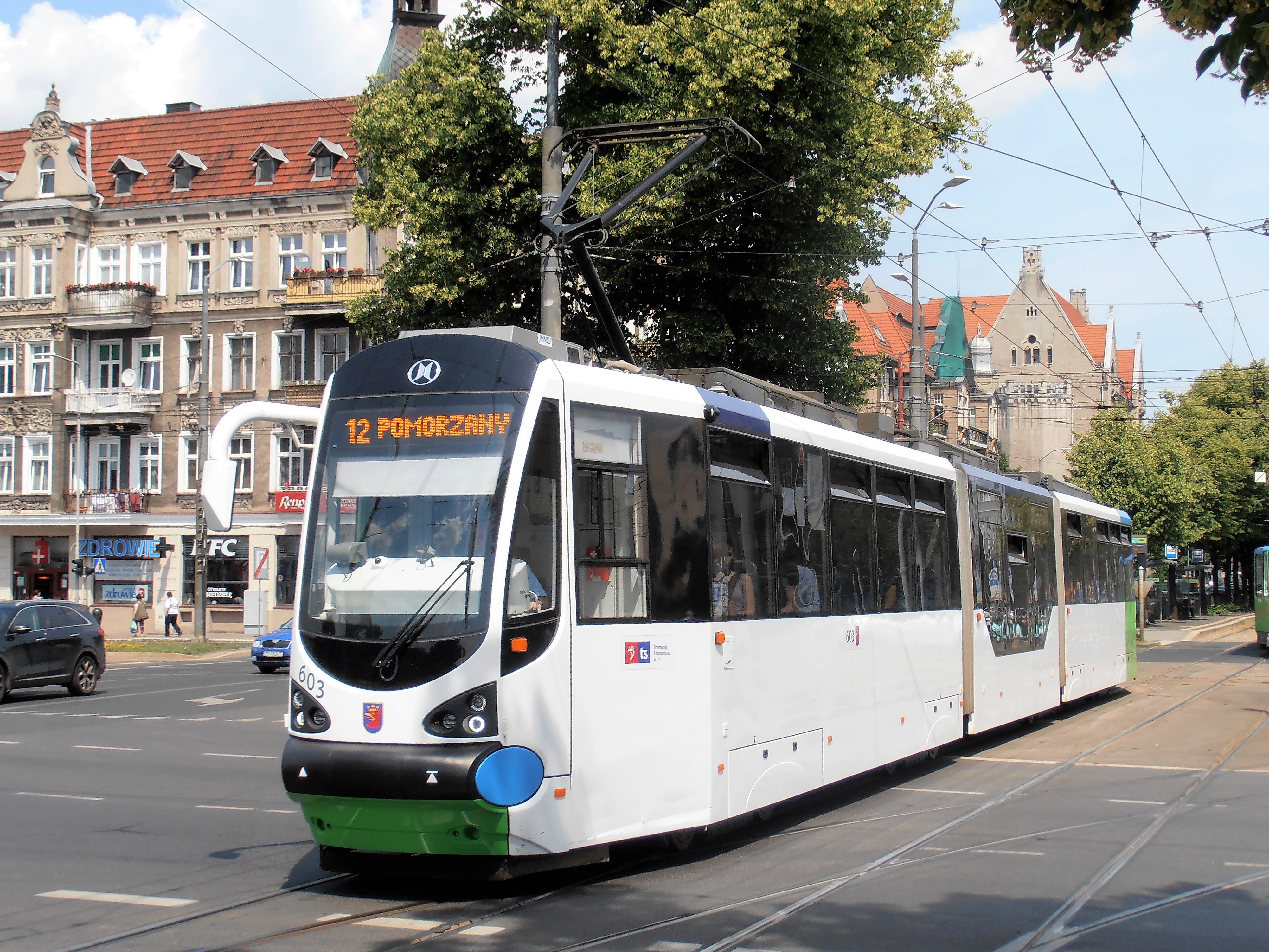
MF 25 AC （シュチェチン市電） （2019年撮影）
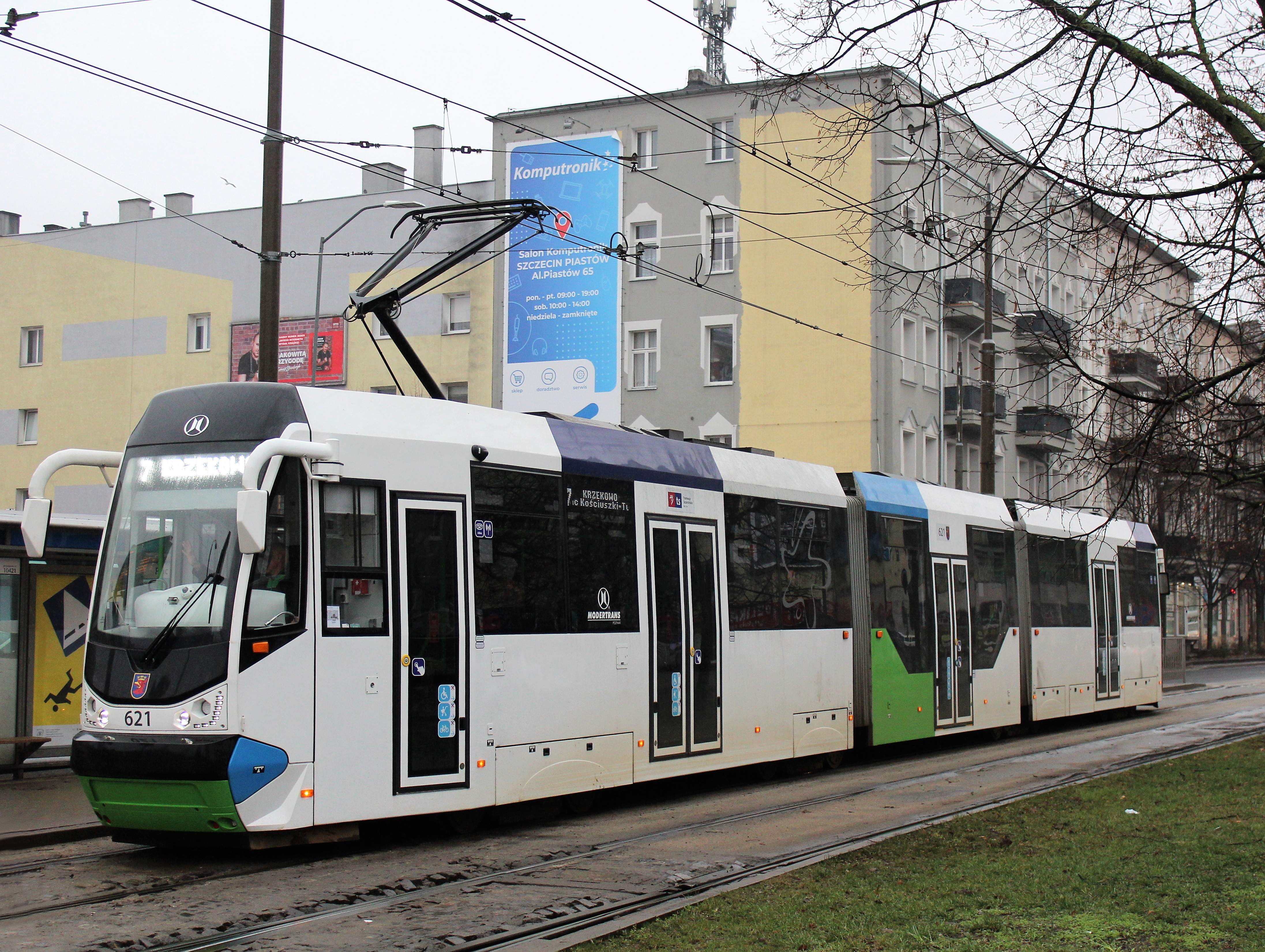
MF 29 AC BD （シュチェチン市電） （2022年撮影）
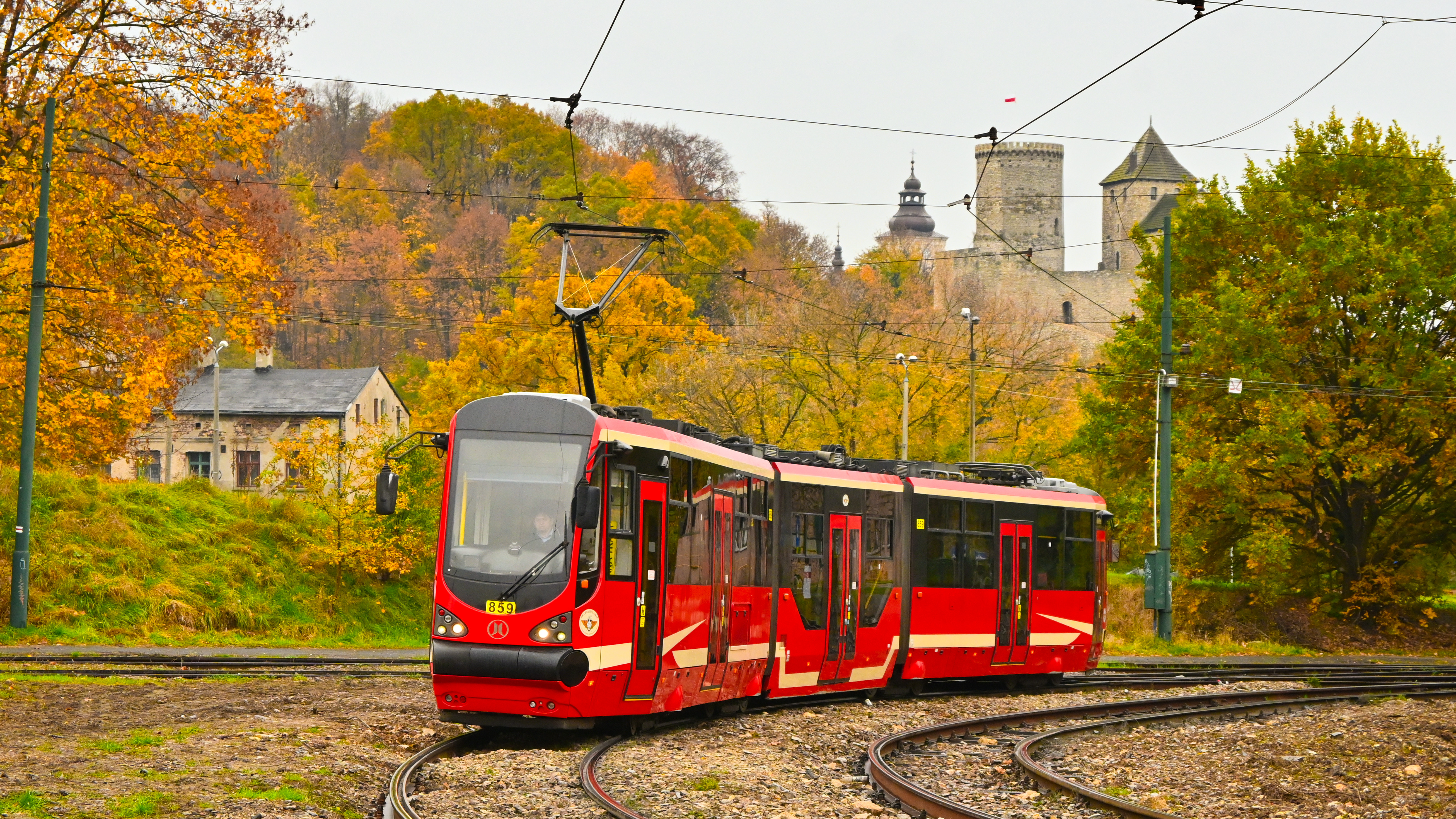
MF 16 AC BD （シレジア・インターアーバン） （2022年撮影）
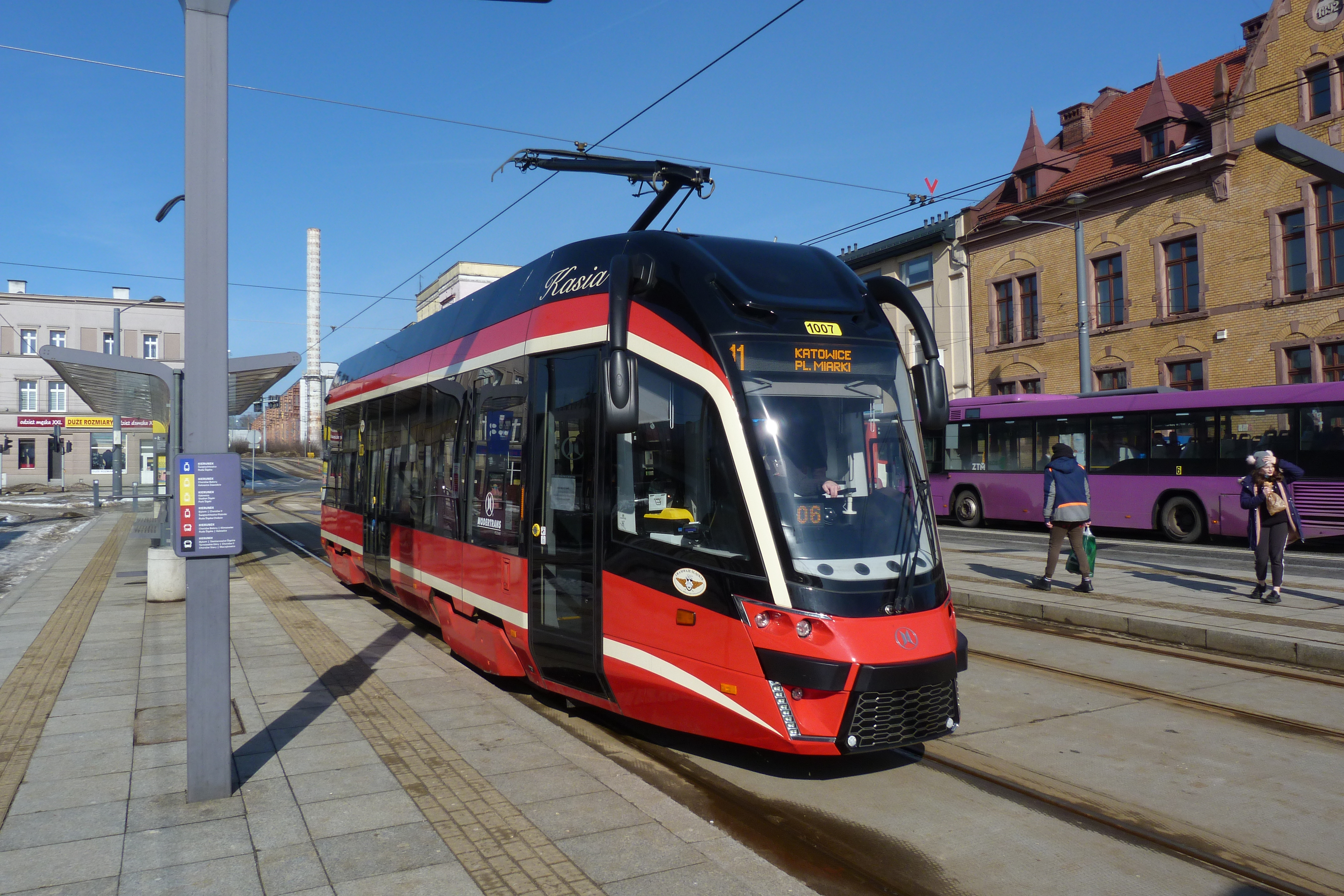
MF 10 AC （シレジア・インターアーバン） （2021年撮影）
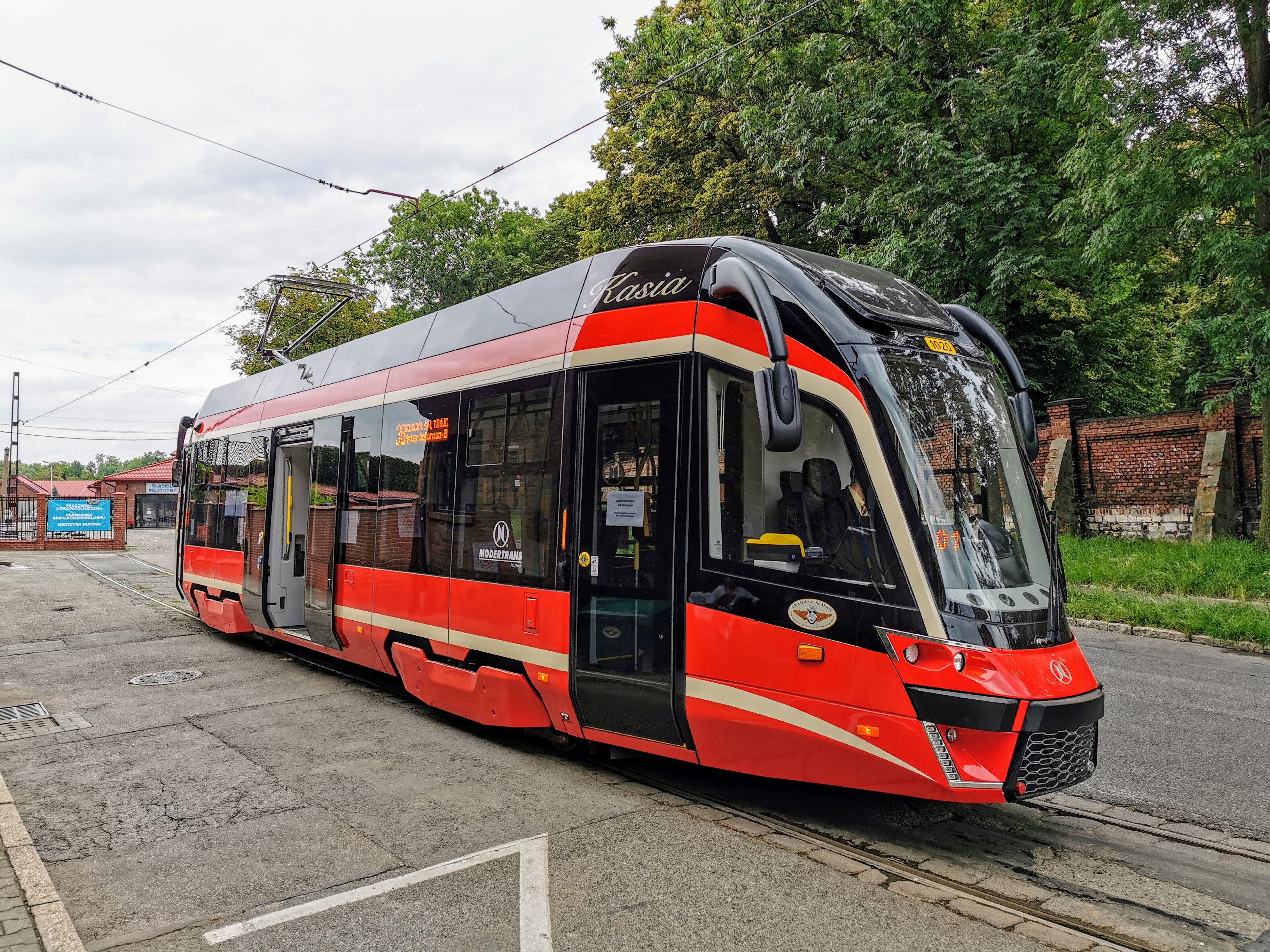
MF 11 AC BD （シレジア・インターアーバン） （2020年撮影）
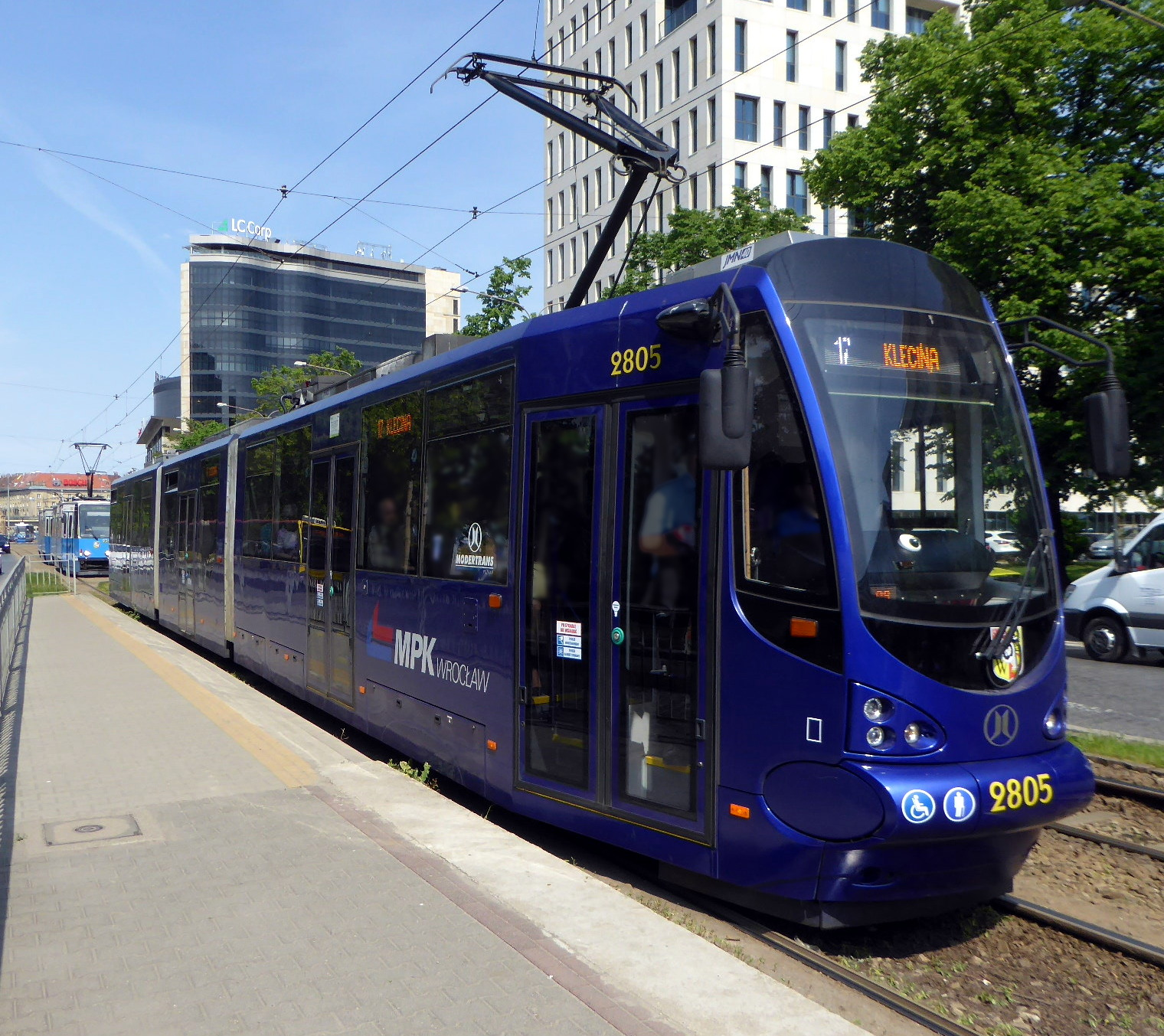
MF 19 AC （ヴロツワフ市電） （2017年撮影）
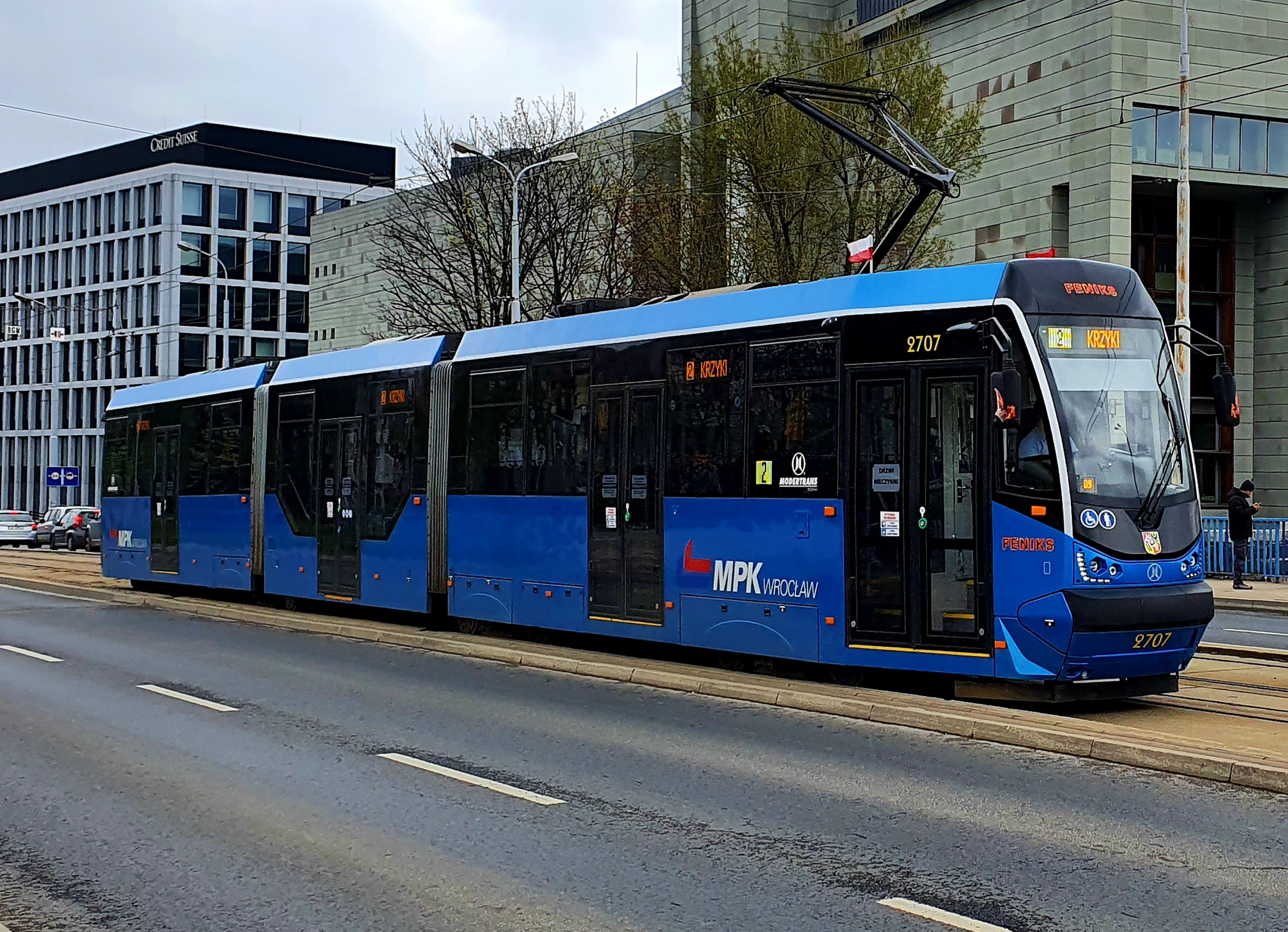
MF 24 AC （ヴロツワフ市電） （2021年撮影）
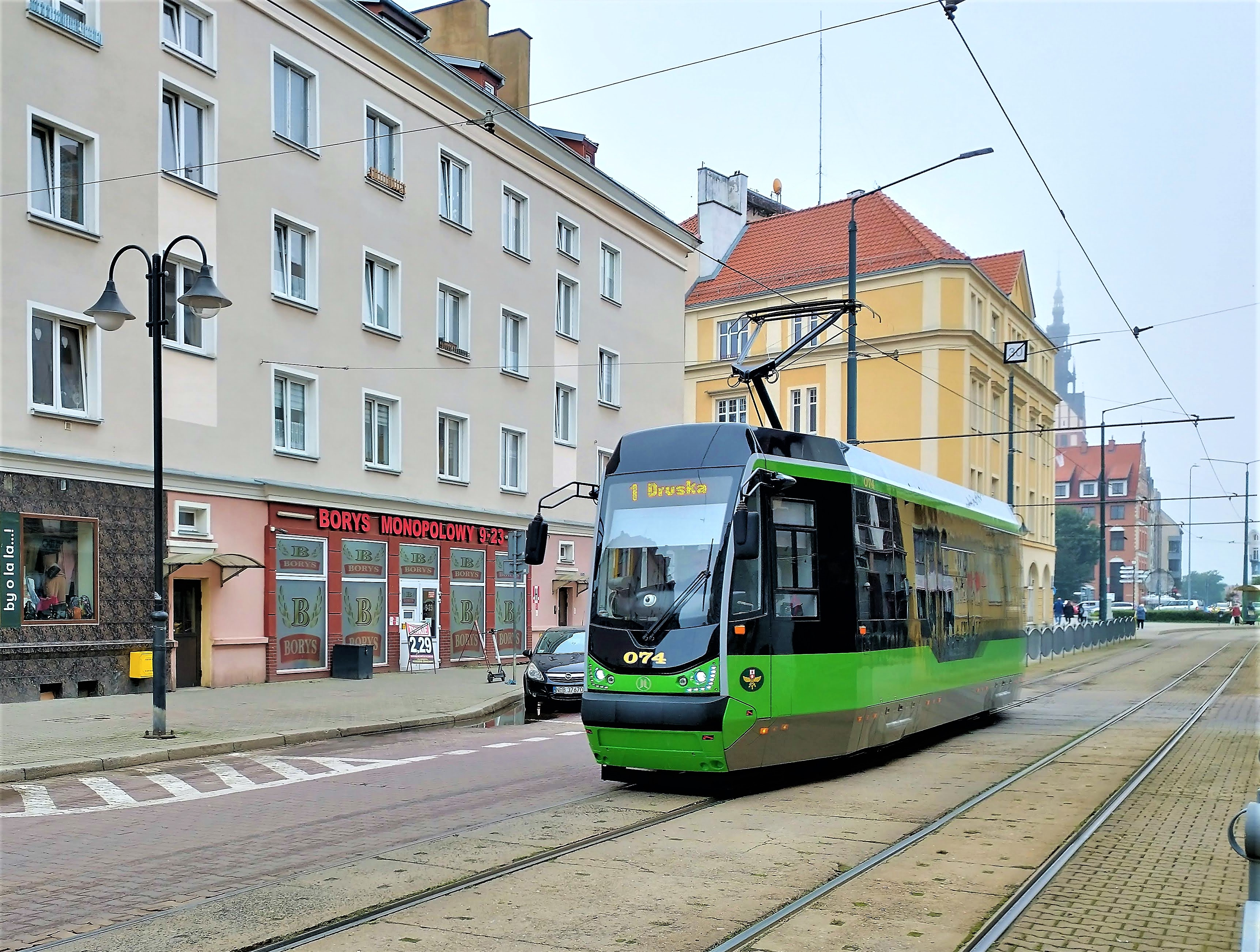
MF 09 AC （エルブロンク市電） （2021年撮影）
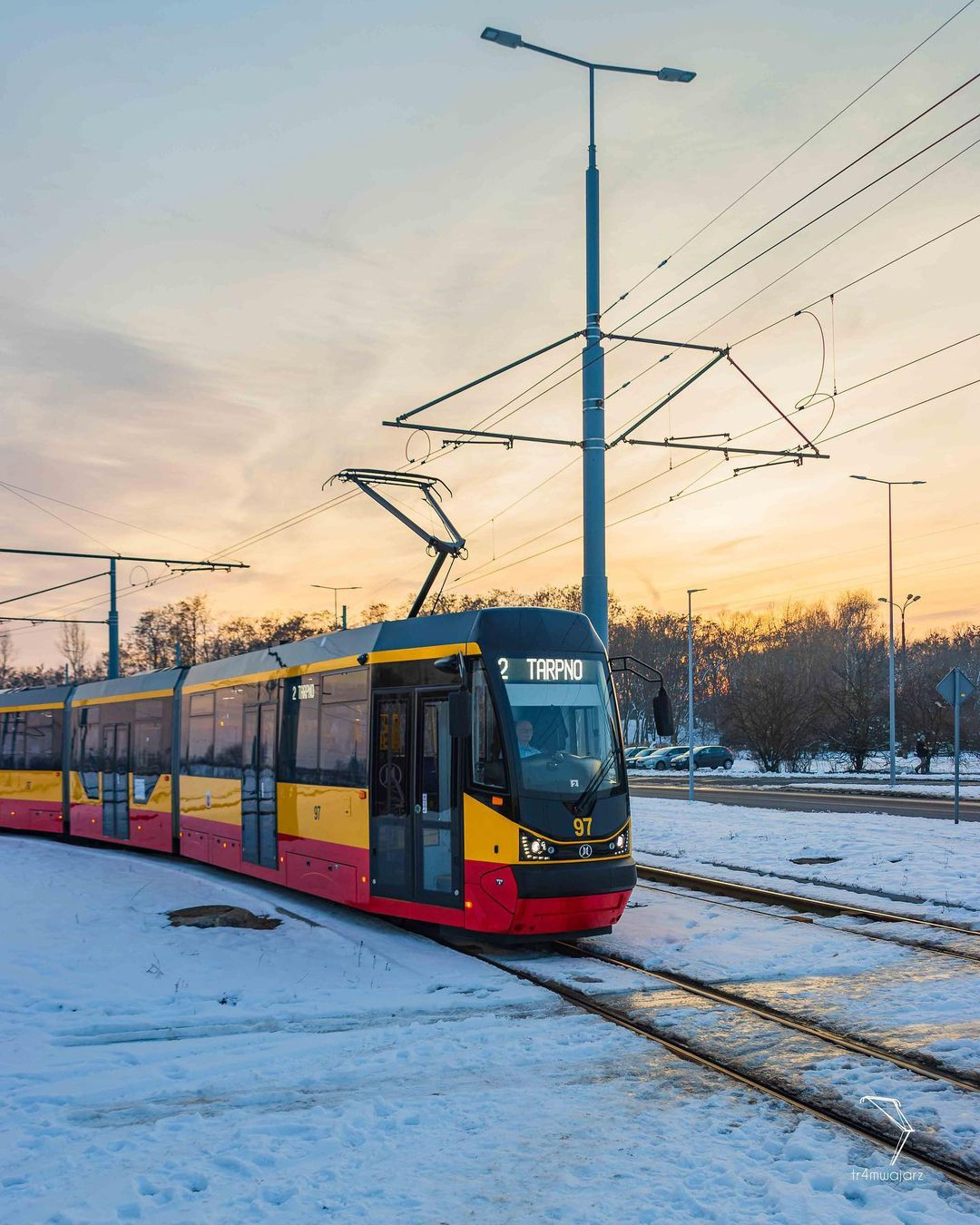
MF 28 AC （グルジョンツ市電） （2023年撮影）